# Paola Corazzi
Paola Corazzi (Roma, 1949) è un'attrice italiana.

## Biografia
Partecipa a Miss Italia 1972 (come "Miss Roma"). Da lì inizia una carriera cinematografica, in film di genere, negli anni settanta e ottanta.
La sua ultima interpretazione è nel film Demoni (1985) di Lamberto Bava.
Dopo si è dedicata alla professione di impresario teatrale, con la compagnia "Sirio".

## Filmografia
- Valeria dentro e fuori, regia di Brunello Rondi (1972)
- Racconti proibiti... di niente vestiti, regia di Brunello Rondi (1972)
- Canterbury proibito, regia di Italo Alfaro (1972)
- I giochi proibiti de l'Aretino Pietro, regia di Piero Regnoli (1973)
- Tecnica di un amore, regia di Brunello Rondi (1973)
- Per le antiche scale, regia di Mauro Bolognini (1975)
- Una vergine in famiglia, regia di Mario Siciliano (1975)
- Campagnola bella, regia di Mario Siciliano (1976)
- I ragazzi della Roma violenta, regia di Renato Savino (1976)
- Lager SSadis Kastrat Kommandantur, regia di Sergio Garrone (1976)
- SS Lager 5 - L'inferno delle donne, regia di Sergio Garrone (1977)
- L'Italia in pigiama, regia di Guido Guerrasio (1977)
- La vera storia della monaca di Monza, regia di Bruno Mattei (1980)
- Illa: Punto d'osservazione – serie tv (1981)
- Maladonna, regia di Bruno Gaburro (1984)
- Penombra, regia di Bruno Gaburro (1986)
- A viso coperto - serie tv (1985)
- Dèmoni, regia di Lamberto Bava (1985)